# غتارة شهرك ثارالله (مقاطعة دهلران)
غتارة شهرك ثارالله (بالفارسية: گتاره شهرک ثارالله) هي قرية تقع في قسم دشت عباس الريفي (مقاطعة دهلران) في إيران. يقدر عدد سكانها بـ 513 نسمة .